# Juan Díaz (baseball, 1988)
Pour les articles homonymes, voir Juan Díaz et Diaz.
Pour le joueur de baseball cubain, voir Juan Díaz (baseball, 1974).
Juan Habisail Díaz (né le 12 décembre 1988 à Baní, Peravia, République dominicaine) est un joueur d'arrêt-court de baseball qui joue en 2012 pour les Indians de Cleveland de la Ligue majeure de baseball.

## Carrière
Juan Díaz signe son premier contrat professionnel en 2006 avec les Mariners de Seattle. Le 26 juin 2010, les Mariners échangent deux de leurs joueurs de ligues mineures, Díaz et le voltigeur Ezequiel Carrera, aux Indians de Cleveland en retour de Russell Branyan. Díaz gradue en Ligue majeure le 25 mai 2012 avec Cleveland. Il réussit son premier coup sûr au plus haut niveau le 27 mai aux dépens du lanceur des White Sox de Chicago Gavin Floyd. En 5 matchs et 17 passages au bâton pour Cleveland en 2012, il frappe 4 coups sûrs pour une moyenne au bâton de ,267.
Il passe 2013 en ligues mineures avec un club-école de Cleveland puis 2014 avec une équipe affiliée aux Marlins de Miami. Il signe un contrat des ligues mineures avec les White Sox de Chicago le 22 janvier 2015. Retranché par les White Sox durant l'entraînement de printemps, Diaz retourne chez les Marlins et reprend le chemin des ligues mineures. Il est invité au camp d'entraînement 2016 des Pirates de Pittsburgh.